# Campylorhynchus griseus
Campylorhynchus griseus е вид птица от семейство Troglodytidae.

## Разпространение
Видът е разпространен в Бразилия, Колумбия, Гвиана и Венецуела.